# Фернандо Савала
Фернандо Савала Ломбарді (ісп. Fernando Zavala Lombardi; нар. 16 лютого 1971 (54 роки) , Такна ) — перуанський економіст, прем'єр-міністр Перу (2016—2017) .